# 다쓰에역
다쓰에역(일본어: 立江駅 たつええき[*])은 일본 도쿠시마현 고마쓰시마시에 위치한 시코쿠 여객철도 무기 선의 철도역이다. 역 번호는 M08이며, 섬식 승강장 1면 2선의 구조를 갖춘 지상역이다.

## 역 주변
- 고마쓰시마 시 다쓰에 지소

## 역사
- 1916년 12월 15일 : 아난 철도의 역으로서 개업.
- 1936년 7월 1일 : 아난 철도가 국유화되어, 일본국유철도의 역이 된다.
- 1987년 4월 1일 : 일본국유철도 분할 민영화에 의해, 시코쿠 여객철도가 승계.

## 인접 역
| 시코쿠 여객철도 무기 선         | 시코쿠 여객철도 무기 선 | 시코쿠 여객철도 무기 선   |
| ------------------------------- | ----------------------- | ------------------------- |
| M 07 아와아카이시 도쿠시마 방면 | 보통                    | 하노우라 M 09 가이후 방면 |